# Giorgia Casula
Giorgia Casula (Oristano, 5 settembre 1995) è una calciatrice italiana, difensore o centrocampista del Tharros.

## Palmarès
- Supercoppa italiana: 1

Torres: 2012
- Campionato italiano: 1

Torres: 2013